# YouTube Vanced
YouTube Vancedは、サードパーティー製の広告ブロッカー機能などを搭載したAndroid向けのアプリケーションである。
また、バックグラウンド再生、ピクチャー・イン・ピクチャー、低評価数表示機能などを備えている。
Vancedの名前は、ソフトウェアの広告ブロック機能にちなんで、"advanced but with ad removed"（高度:Advancedだが広告:Adはない）という言葉が由来になっている。
2022年3月13日、開発者はGoogleから停止勧告書を受け取ったため、開発・配布は中止になりアップデートは行われていない。

## 開発
2021年6月のアップデートでログインやSponsorBlockの不具合修正に加え、ロゴのリデザインが行われた。

## 機能
- 広告の削除、イントロやアウトロ、無音部分のスキップ[2]
- ピクチャー・イン・ピクチャーでの再生[3]
- 動画と音声のバックグラウンド再生[4]
- 強制 HDRモード
- 強制 VP9 コーデック
- 最大解像度のオーバーライド
- スワイプでの音量と明るさの操作
- MicroGを使用したGoogleアカウントへのログイン
- 低評価数の再表示

## 後継
- ReVanced
- YouTube ReVanced Extended